# Reliquia (comida)
La reliquia (comida), es una tradición popular religiosa y gastronómica de Zacatecas, Durango, Torreón y la Comarca Lagunera en México, que consiste en la preparación y obsequio de un guiso tipo asado de puerco, acompañado de una guarnición de siete sopas de pasta. Este platillo se obsequia a quien lo solicite durante festividades especiales, como el Día de San Judas Tadeo (28 de octubre) o el Día de la Virgen de Guadalupe (12 de diciembre).

## Historia
El platillo consta de un asado de puerco conocido coloquialmente como asado de boda, cuyo origen es Zacatecano y que llegó a la Comarca Lagunera de Durango y Coahuila a consecuencia de la migración entre los 3 estados.

## Carácter religioso
El día de reliquia, se acompaña de alguna misa católica o acto litúrgico entre familiares, vecinos, trabajadores o colaboradores de alguna institución e invitados. Se realiza un rezo de cinco misterios con sus letanías y se procede a comer.
La comida conlleva un simbolismo. La carne de puerco representa el alimento para el cuerpo, mientras que las sopas secas simbolizan nutrientes para el alma.
Se estilan servir siete sopas de pasta, las cuales son en referencia a los siete pecados capitales y su contraposición con sus virtudes.
1. Soberbia — humildad
2. Avaricia — generosidad
3. Lujuria — castidad
4. Ira — paciencia
5. Gula — templanza
6. Envidia — caridad
7. Pereza — diligencia

El acto de ser anfitrión de la reliquia, también consiste en el pago de una manda, o bien se ofrece como pago por favores recibidos por parte de algún santo, usualmente a San Judas Tadeo. A diferencia de otras partes de México, en La Laguna, este acto es filantrópico y no conlleva una idea de autoflagelación.
Se da como ofrenda también, al ritmo de tabor, una danza de "matachines", los cuales son bailarines con atuendos usualmente de color rojo y con alguna imagen de la Virgen de Guadalupe.

## Receta
Aunque la receta puede variar, aquí se presentan dos estilos de asados de puerco. 

### Asado de boda

#### Ingredientes
- 1/4 de kilo de chile ancho rojo,
- 1 costillar de cerdo,
- 60 gramos de manteca de cerdo
- 1 diente de ajo,
- 3 hojas de laurel.

##### Proceso
- Se quitan las semillas a los chiles rojos y se pasan por la manteca.
- Moler con el ajo agregando un poco de agua.
- El costillar se parte en trocitos y se fríe.
- Se le agrega el chile, mientras se deja freír bien con la carne y las hojas de laurel.
- En caso de que la carne esté magra, se sugiere agregar un poco de manteca bien requemada.
- Se puede agregar azúcar si se desea.
- Se deja en el fuego hasta que los trocitos de carne estén muy suave y la salsa se ha consumido.[5]

### Asado de puerco
- 1 kilo troceado de pierna o lomo de puerco.
- 10 chiles anchos colorados (llamados también poblanos secos).
- 1 diente de Ajo.
- 5 tomates rojos.
- ½ cebolla mediana.
- ¼ cucharada de pimienta.
- ½ cucharada de orégano.
- 2 hojas de laurel.
- 1 taza de jugo y rodaja de naranja.
- aceite de maíz.

##### Proceso
- Se coloca la carne en una cacerola con agua. Se pone a hervir con hierbas de olor hasta que el agua se reduzca. Después de cocerla, freírla y apartarla, retirando las hierbas.
- Se cuecen los chiles sin semilla, con la cebolla, el tomate y el ajo. Se dejan enfriar y después se licuan combinándolos con laurel, orégano y pimienta.
- En otro cazo se calienta el aceite y se vierte la salsa licuada. Se agrega el jugo y la cáscara de naranja y se sazona al gusto con sal.
- La preparación se hierve durante 20 minutos y se agrega la carne.[3]

### 7 Sopas, guarnición.
Las siete sopas son las llamadas "de pasta" son secas, no se sirven caldosas. Se preparan en una elaboración normal, hervidas en agua. Por lo usual se sirven sopa de fideo, coditos, letras, de estrella, etc. 